# Putuo Shan
Putuo Shan (chiń. 普陀山; pinyin Pǔtúo Shān) – górzysta wyspa należąca do Chin, położona na Morzu Wschodniochińskim, w archipelagu Zhoushan, na południowy wschód od Szanghaju, administracyjnie część prefektury miejskiej Zhoushan (prowincja Zhejiang). Rozciąga się na długości 8,6 km i szerokości do 3,5 km, zajmuje powierzchnię 12,76 km².  Najwyższy szczyt na wyspie, Foding Shan, wznosi się na wysokość 291,3 m n.p.m.
Putuo Shan stanowi ważne miejsce kultu bodhisattwy Guanyin i zaliczana jest w tradycji chińskiej do czterech świętych gór buddyzmu. Kult Guanyin w tym miejscu datuje się od 916 roku, a w okresie największego rozwoju na wyspie było ponad 80 świątyń, klasztorów męskich i żeńskich, a na wyspie mieszkało ponad 4000 mnichów i mniszek (współcześnie jest ich ok. 500).